# Armand Magyar
Armand Magyar (* 5. Februar 1898 in Budapest; † 12. Februar 1961 ebenda) war ein ungarischer Ringer. Er wurde 1925 Europameister im griechisch-römischen Stil im Bantamgewicht.

## Werdegang
Armand Magyar begann als Jugendlicher beim Arbeiter Turn-Verein Budapest mit dem Ringen. Später wechselte er zum Budapester Athleten-Klub (BAK). Er konzentrierte sich auf den griechisch-römischen Stil. 1923 wurde er erstmals ungarischer Meister in der erst 1922 eingeführten Bantamgewichtsklasse. Diesen Titel gewann er dann auch noch viermal in Folge von 1923 bis 1927. 1928 wurde er von Ödön Zombori als ungarischer Meister seiner Gewichtsklasse abgelöst.
1922 war Armand Magyar bei der Weltmeisterschaft in Stockholm am Start. Er verlor dort seinen ersten Kampf gegen den Schweden Harald Jönsson, siegte dann über Karl Andersson aus Schweden und schied nach einer weiteren Niederlage gegen Kaarlo Mäkinen aus Finnland aus und belegte den 6. Platz. 1924 qualifizierte er sich für Teilnahme an den Olympischen Spielen in Paris. Wieder im Bantamgewicht ringend, siegte er über Arvid Östman aus Schweden, A. Knievs, Lettland und J. van Maaren, Niederlande und verlor danach gegen Sigfrid Hansson aus Schweden und Eduard Pütsep aus Estland. Er erreichte damit den 5. Platz.
1925 wurden vom Internationalen Ringer-Verband anstelle von Weltmeisterschaften Europameisterschaften eingeführt. Armand Magyar war in diesem Jahr bei der Europameisterschaft in Mailand am Start. Im Bantamgewicht siegte er dort über Paul Reiber aus Deutschland und die beiden Italiener Giovanni Gozzi und Carlo Ponte und wurde Europameister. Bei der Europameisterschaft 1926 in Riga konnte er diesen Titel nicht verteidigen, gewann aber mit dem 3. Platz eine EM-Bronzemedaille. Auch 1927, als die Europameisterschaft in seiner Heimatstadt Budapest stattfand, belegte er im Bantamgewicht den 3. Platz. Die entscheidenden Kämpfe verlor er dabei gegen Giovanni Gozzi und Eduard Pütsep.
1928 konnte er sich nicht mehr für die Olympischen Spiele in Amsterdam qualifizieren. Ödön Zombori verlegte ihm den Weg dahin. Danach beendete Armand Magyar seine Laufbahn.

## Internationale Erfolge
| Jahr | Platz | Wettbewerb                                     | Gewichtsklasse | Ergebnisse |
| 1922 | 2.    | Intern. Turnier in Budapest                    | Bantam         | hinter Jozef Aron, vor Andras Szukas, beide Ungarn |
| 1922 | 6.    | WM in Stockholm                                | Bantam         | nach einer Niederlage gegen Harald Jönsson, Schweden, einem Sieg über Karl Andersson, Schweden und einer Niederlage gegen Kaarlo Mäkinen, Finnland                     |
| 1922 | 1.    | Intern. Turnier in Budapest                    | Bantam         | vor Adolf Herschmann, Österreich und Robert Magyar, Ungarn |
| 1923 | 1.    | Intern. Turnier in Budapest                    | Bantam         | vor Walter Görl, Österreich und Karl Andersson, Schweden |
| 1923 | 2.    | Intern. Turnier in Malmö                       | Bantam         | hinter Karl Andersson, vor Lindstrand, beide Schweden |
| 1923 | 1.    | Messe-Championat in Wien                       | Bantam         | vor Gustav Boukal, Österreich und Franz Zeman, Tschechoslowakei |
| 1924 | 5.    | OS in Paris                                    | Bantam         | nach Siegen über Arvid Östman, Schweden, A. Knievs, Lettland und J. van Maaren, Niederlande und Niederlagen gegen Sigfrid Hansson, Schweden und Eduard Pütsep, Estland |
| 1924 | 1.    | Messe-Championat in Wien                       | Bantam         | vor Bertalan Elek und Jozef Buczek, beide Ungarn |
| 1925 | 1.    | Intern. Meisterschaft der Slowakei in Preßburg | Bantam         | vor Vyskral und Diener, beide Tschechoslowakei |
| 1925 | 1.    | EM in Mailand                                  | Bantam         | nach Siegen über Paul Reiber, Deutschland, Giovanni Gozzi und Carlo Ponto, beide Italien                                                                               |
| 1926 | 3.    | Intern. Turnier in Budapest                    | Bantam         | hinter Urho Pappinen, Finnland und Ödön Zombori, Ungarn |
| 1926 | 3.    | EM in Riga                                     | Bantam         | nach einer Niederlage gegen Paul Reiber, Siegen über Melkerts, Lettland und Jan Bozdech, Tschechoslowakei und einer Niederlage gegen Sigfrid Hansson, Schweden         |
| 1927 | 3.    | EM in Budapest                                 | Bantam         | nach Siegen über Arvid Östman, Schweden, Sven Martinsen, Norwegen und Jan Bozdech und Niederlagen gegen Giovanni Gozzi und Eduard Pütsep                               |

## Ungarische Meisterschaften
| Jahr | Platz | Gewichtsklasse | Ergebnisse                             |
| 1922 | 2.    | Bantam         | hinter Jozef Aron, vor Andras Szukas   |
| 1923 | 1.    | Bantam         | vor József Tasnádi und Gallai          |
| 1924 | 1.    | Bantam         | vor József Tasnádi und Zosef Aron      |
| 1925 | 1.    | Bantam         | vor A. Bok und Jenö Nemeth             |
| 1926 | 1.    | Bantam         |                                        |
| 1927 | 1.    | Bantam         | vor Fekete und Streletz                |
| 1928 | 2.    | Bantam         | hinter Ödön Zombori, vor Laszlo Szekfü |

Erläuterungen
- alles Wettkämpfe im griechisch-römischen Stil
- OS = Olympische Spiele, WM = Weltmeisterschaft, EM = Europameisterschaft
- Bantamgewicht, Gewichtsklasse damals bis 58 kg Körpergewicht